# 佐藤正俊
佐藤 正俊（さとう まさとし、1886年（明治19年）9月18日 - 1962年（昭和37年）5月3日）は、日本の官僚。香川県知事、三重県知事、名古屋市長を歴任した。

## 生涯
福島県士族佐藤覚之進の長男。現在の会津若松市に当たる地域の出身で、会津会会員である。四高を経て東京帝国大学を卒業。文官高等試験に合格し、内務省に入省した。合格者136名には石渡荘太郎や河上丈太郎などがおり、佐藤の席次は29番である。
経歴
佐藤の官歴は埼玉県属に始まる。福井県の郡長、山梨県理事官、台湾総督府事務官、関東大震災後に設けられた復興局の事務官、兵庫県学務課長、同県書記官・視学官、長崎県書記官・学務部長を経て、秋田県警察部、長野県警察部、福岡県警察部、神奈川県警察部で県警察部長を歴任。山梨県書記官・内務部長を最後に退官し、満州国に招聘されハルビン特別市公署総務所長を務める。1936年（昭和11年）6月、官選の香川県知事に任命され翌年三重県知事に転じ、1939年（昭和14年）3月まで在任。
太平洋戦争最中の1942年（昭和17年）に名古屋市長に就任。戦前最後の市長となった。1946年（昭和21年）11月に退任し、公職追放となる。追放解除後の1951年（昭和26年）に設立された愛知商工信用組合（現愛知信用金庫）の初代理事長に就任し、1956年（昭和31年）まで在任した。1962年5月3日、名古屋市瑞穂区の自宅にて脳軟化症により死去。
知事・市長
佐藤は第一次近衛内閣の下で知事に起用された。香川県知事時代に盧溝橋事件が勃発し、善通寺所在の第11師団が出征したためその対応にあたり、三重県知事としては県立結核療養所建設、公娼廃止などを行った。戦中に名古屋市長に就任したが、市は名古屋大空襲で大きな被害を受け、終戦とともに復興を目指す。佐藤は田淵寿郎を招き、技監職を設け復興計画責任者に就任させた。佐藤、田淵は1945年12月に「大中京再建の構想」をまとめるが、この構想は将来の200万人都市への発展に備え、道路幅8m以上、市内墓地の平和公園への移転、住宅地確保、100メートル道路の建設などを目指し、戦災にあっていない地域も含めた大掛かりなものであった。佐藤は翌年退任するが、田淵は助役として引き続き復興を指導し、田淵は「近代都市名古屋の生みの親」とされる。